# Dwarves
Dwarves és un grup de punk rock estatunidenc format a Chicago però establert a San Francisco el 2009. Format inicialment com un grup de garage punk sota el nom de Suburban Nightmare, posteriorment es va orientar cap al hardcore punk, sovint identificat com «scum punk» a causa de la perversitat intencionada de les lletres, abans d'abraçar un so punk rock eclèctic amb lletres controvertides. Ha estat considerat com «un dels últims veritables baluards de l'esperit punk de l'era musical contemporània». El cantant Blag Dahlia i el guitarrista HeWhoCannotBeNamed són els dos membres permanents del grup.

## Història
Els membres originals de Dwarves van començar a fer música junts a mitjans de la dècada del 1980 com un grup de rock de garatge, Suburban Nightmare, que es va comparar amb The Sonics. Aquesta primera època de Dwarves es recull a Lick It (the psychedelic years 83-86), una compilació de 34 cançons publicada per Recess Records el 1999.
El grup es va fer conegut per l'automutilació, el sexe a l'escenari i el consum de drogues dures. Els seus concerts sovint només duraven uns quinze minuts a causa de l'inici de baralles tumultuoses amb el públic. El so del grup va començar a evolucionar més enllà de les seves arrels de garatge amb el seu segon LP, de nou minuts de durada, Toolin' for a Warm Teabag, que mostrava una evolució cap a un so punk rock més truculent, influenciat per GG Allin. Recess Records va publicar Free Cocaine 86–88 el 1999, un recull de 39 cançons que mostra la seva transició cap a l'estil nihilista que els va portar a l'era Sub Pop. El grup va publicar Blood Guts & Pussy amb Sub Pop el 1990. En aquell moment, Dwarves havia deixat caure les seves primeres sensibilitats psicodèliques i es va transformar en un grup de punk hardcore. L'LP Blood Guts & Pussy va ser seguit per l'EP Lucifer's Crank publicat per No.6 Records, així com per Thank Heaven For Little Girls, ambdós del 1991.
L'any 1993 el grup va emetre un comunicat de premsa afirmant que el seu guitarrista HeWhoCannotBeNamed havia estat apunyalat a Filadèlfia. Tot i que això més endavant va resultar ser un engany, el grup fins i tot va arribar a adjuntar un homenatge al «difunt» guitarrista en el seu àlbum Sugarfix, publicat el 1993 amb Sub Pop. Sub Pop no va respondre bé a l'engany i va trencar relacions amb el grup. Dwarves es va reformar el 1997, publicant The Dwarves Are Young and Good Looking, seguit el 2000 de The Dwarves Come Clean.
El 2004 va publicar The Dwarves Must Die, el seu primer LP per al segell independent Sympathy for the Record Industry, que va comptar amb les col·laboracions de Dexter Holland (The Offspring), Nick Oliveri (Queens of the Stone Age), Nash Kato ( Urge Overkill) i l'actor de doblatge Gary Owens.
A la pel·lícula Me, Myself & Irene, s'hi veu a Jim Carrey cantant «Motherfucker» de Dwarves. L'any 2000, el grup va oferir la cançó «River City Rapist» a George W. Bush com a cançó per a la seva campanya presidencial. Bush, però, no va utilitzar la cançó. La versió dels Dwarves de la cançó «Hobbit Motherfuckers» de l'àlbum tribut a Turbonegro Alpha Motherfuckers es pot escoltar a l'escena de la botiga de còmics de la pel·lícula Ghost World, encara que sense la veu carregada de blasfèmia de Blag Dhalia. No obstant aquesta cançó no apareix a l'àlbum de la banda sonora de la pel·lícula.
Moltes de les cobertes dels àlbums del grup són polèmiques, sovint amb l'actor nan Bobby Faust amb un assortiment de dones nues, de vegades amb temes sacrílegs com la recreació de la crucifixió. Faust va plantejar sodomitzant un conill cobert de sang per a l'àlbum de 1990 Blood Guts & Pussy. Una dècada més tard va aparèixer amb un plantejament similar, cobert amb espuma de sabó, a Come Clean.

## Discografia

### Àlbums
- A Hard Day's Nightmare (com a The Surburban Nightmare) LP (Midnight Records, 1985)
- Horror Stories LP (Voxx Records, 1986)
- Toolin' For A Warm Teabag LP (Nasty Gash Records, 1988)
- Blood Guts &amp; Pussy LP (Sub Pop, 1990)
- Thank Heaven for Little Girls LP (Sub Pop, 1991)
- Sugarfix LP (Sub Pop, 1993)
- The Dwarves Are Young and Good Looking LP (Theologian Records, 1997)
- The Dwarves Come Clean LP (Epitaph Records, 2000)
- How To Win Friends And Influence People (Reptilian Records, 2001)
- The Dwarves Must Die (2004)
- The Dwarves Are Born Again (2011)
- The Dwarves Invented Rock &amp; Roll (2014)
- Radio Free Dwarves (Riot Style Records / Greedy) (2015)[13]
- Take Back The Night (Burger Records / Greedy) (2018)[14]
- Concept Album (2023)[15]

### Recopilacions
- Free Cocaine DLP (Recess Records, 1999)
- Lick It DLP (Recess Records, 1999)
- Greedy Boot 1 (2005)
- The Dwarves Concept Album (Greedy, 2023)

### Directes
- Toolin' for Lucifers Crank (1996)
- Fuck You Up and Get Live (2005)
- Radio Free Dwarves (2015)

### EP
- Lucifer's Crank cassett EP (autoeditat, 1988)
- We Kill Cock Throbbin' cassett EP (autoeditat, 1988)
- Underworld / Lies / Down By The River (Sub Pop, 1993)
- Fake ID, Bitch 10-inch Vinyl (2011)